# Spazzolino da denti

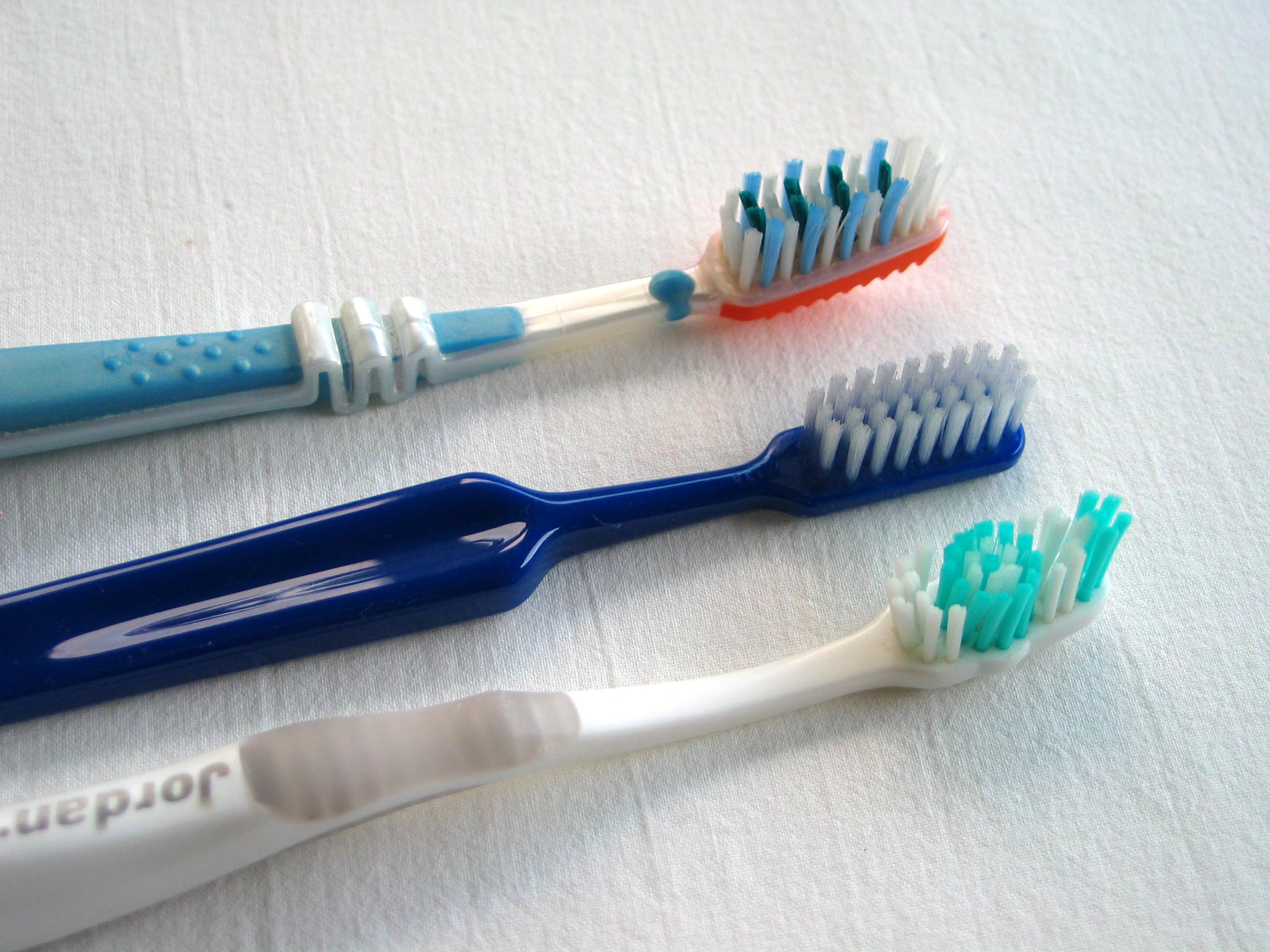
Alcuni spazzolini da denti di tipo comune

Lo spazzolino da denti è uno strumento per l'igiene orale il quale consente di rimuovere impurità, in particolare placca, da denti e gengive.
Esso consiste fondamentalmente in una piccola spazzola di fibre sintetiche che viene inserita in bocca attraverso un apposito manico dopo avervi eventualmente applicato una striscia di dentifricio.
Gli spazzolini da denti sono offerti con consistenze variabili di setole, e sono disponibili in diverse dimensioni e forme. La maggior parte dei dentisti consigliano di utilizzare uno spazzolino da denti con l'etichetta soft, dal momento che gli spazzolini da denti a setole più rigide possono danneggiare lo smalto ed irritare le gengive, come indicato dall'American Dental Association. Gli spazzolini da denti sono spesso a base di fibre sintetiche, anche se gli spazzolini naturali sono noti in molte parti del mondo.

## Storia

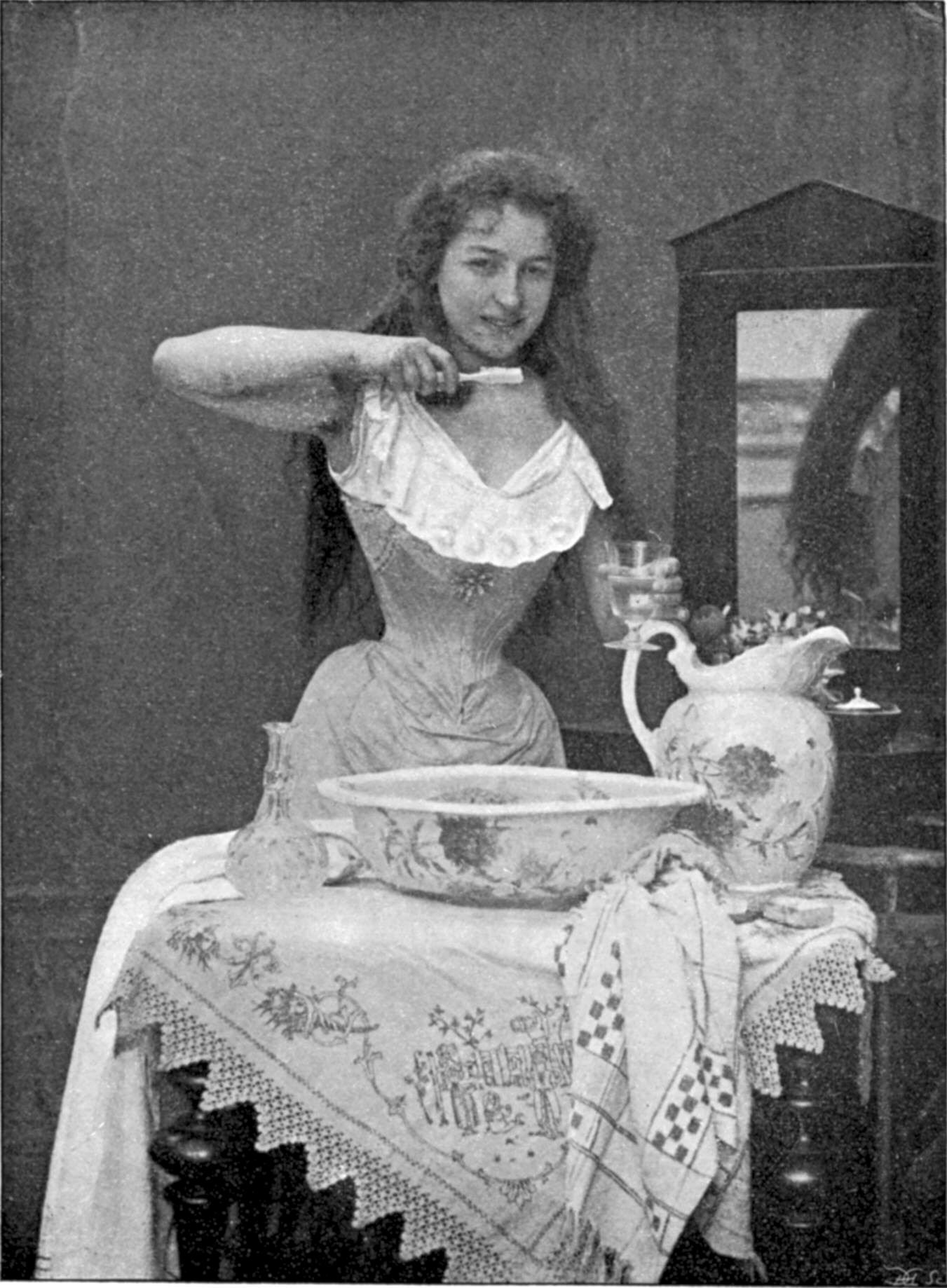
Una foto del 1899 che mostra l'uso dello spazzolino da denti.

Una varietà di strumenti per l'igiene orale è stata utilizzata fin dalla prima storia documentata. Questo è stato verificato da vari scavi fatti in tutto il mondo, tramite cui sono stati recuperati bastoni da masticare, ramoscelli d'albero, piume di uccelli, ossa di animali e aculei di porcospino. Il primo spazzolino registrato della storia è stato nel 3000 a.C., esso era un bastone da masticare, costituito da un ramoscello con un finale sfilacciato.
Molti popoli hanno utilizzato varie forme di spazzolini da denti attraverso i secoli. Dei documenti attestano che le popolazioni indiane utilizzarono i rametti di Azadirachta indica e dell'albero di banana per creare spazzolini da denti ed altri prodotti per l'igiene orale per millenni. La punta del ramoscello di Azadirachta indica veniva masticata fino a quando non diventava morbida e flessibile, e veniva quindi utilizzata per lavarsi i denti. Nel mondo musulmano, masticare ramoscelli d'albero, o le radici ed i ramoscelli dell'albero Salvadora persica, che hanno proprietà antisettiche, era pratica comune. L'utilizzo dei ramoscelli d'albero risale almeno al tempo del profeta Maometto, dove è documentato il suo uso. Lo sfregamento di bicarbonato di sodio o gesso contro i denti è stata una pratica comune nella storia. I primi utilizzavano una pannocchia di mais e sale per lavarsi i denti.
Il maestro giapponese di Zen Dogen Kigen registrò sul Shōbōgenzō di aver visto alcuni monaci pulire i denti con uno spazzolino quando era stato in Cina nel 1223. Tali spazzolini erano costituiti da un pennello con peli di coda di cavallo attaccati ad un bastoncino in osso di bue.
La prima identificazione scritta in inglese dell'uso dello spazzolino è sull'autobiografia di Anthony Wood nel 1690, dove in una frase afferma di comprare uno spazzolino da denti usato da un uomo di nome J. Barret.
A William Addis d'Inghilterra è attribuita la creazione del primo spazzolino prodotto in serie, nel 1780. Nel 1770 egli era stato messo in carcere per aver causato una rivolta. Mentre era in prigione, decise che il metodo per lavarsi i denti del tempo - strofinando uno straccio sui denti con la fuliggine ed il sale - avrebbe potuto essere migliorato. Quindi prese un piccolo osso di animale, con dei fori in esso, ottenne alcune setole da una guardia, legate in ciuffi, e passò le setole attraverso i fori nell'osso incollandole. Ben presto divenne molto ricco. Morì nel 1808 e lasciò l'attività a suo figlio maggiore, Guglielmo II.

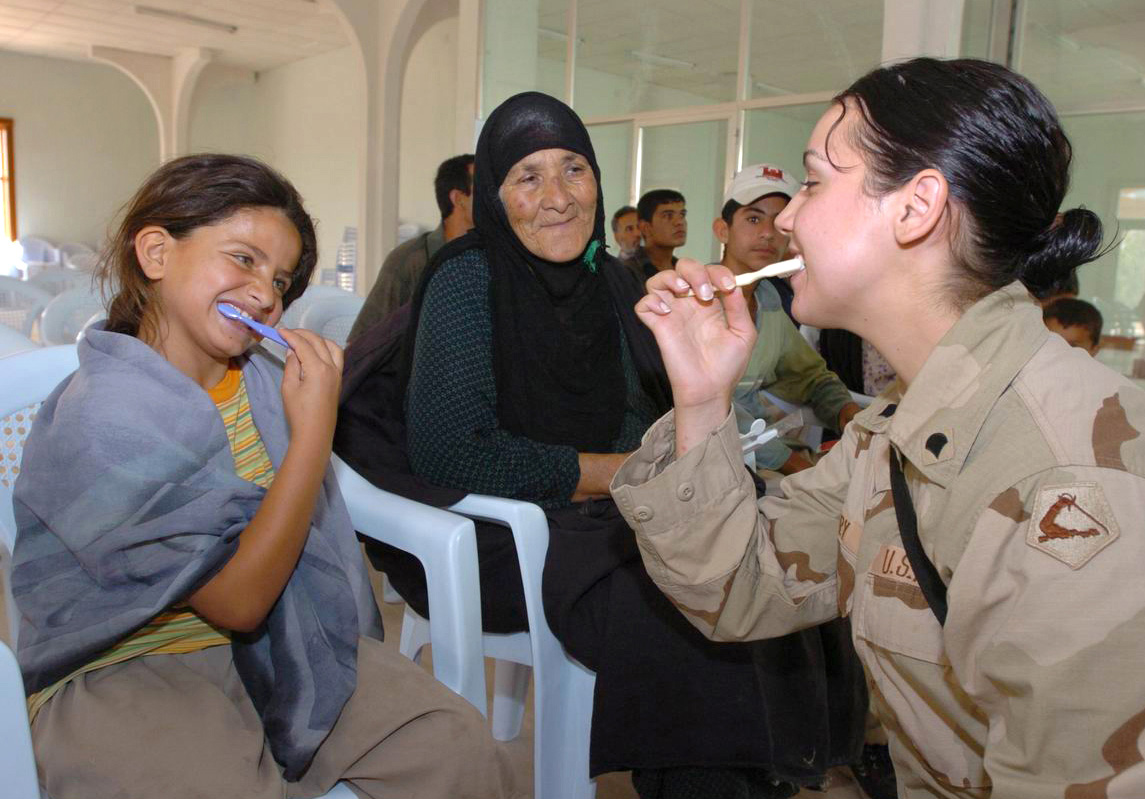
Viene insegnato ad un bambino come utilizzare uno spazzolino da denti.

Il primo brevetto per uno spazzolino da denti fu di H.N. Wadsworth nel 1857 (brevetto americano nº 18 653) negli Stati Uniti, ma la produzione di massa del prodotto in America è cominciata solo nel 1885. Il design, piuttosto avanzato, aveva un manico in osso con dei fori in cui erano inseriti peli di cinghiale siberiano come setole. I peli di cinghiale non furono un materiale ideale: trattenevano i batteri se non asciugati bene, e spesso le setole cadevano dal pennello. Non è successo fino alla seconda guerra mondiale, tuttavia, che il concetto di pulizia dei denti prendesse veramente piede negli Stati Uniti; in parte perché il servizio di pulizia giornaliero dei soldati americani comprendeva la pulizia dei denti. E questa fu una pratica che mantennero nella loro vita dopo la conclusione della guerra.

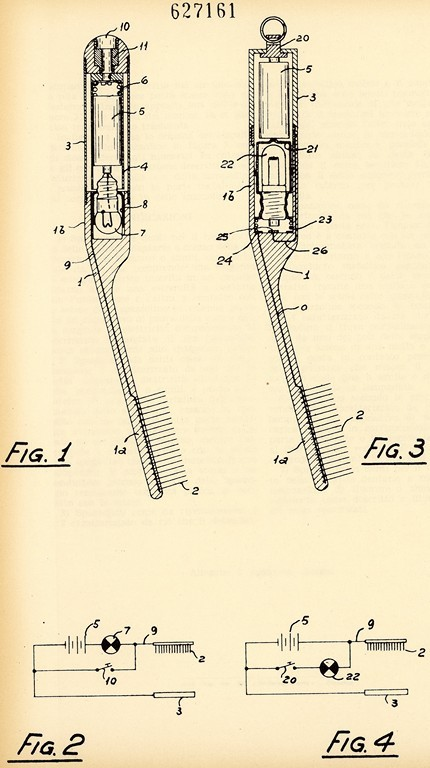
Disegno per il brevetto per uno spazzolino da denti elettrico, Milano 1960

Setole naturali (costituite da peli di animali) furono sostituite da fibre sintetiche, di solito in nylon, da DuPont nel 1938. Il primo spazzolino a setole di nylon, realizzato con fili di nylon, fu messo in vendita il 24 febbraio 1938. Il primo spazzolino elettrico, il Broxodent, fu introdotto dalla società Bristol-Myers (ora Bristol-Myers Squibb) al centenario dell'American Dental Association nel 1959. Nel gennaio 2003, lo spazzolino da denti fu scelto come "l'invenzione americana numero uno per la quale non era possibile vivere senza, battendo l'automobile, il computer, il telefono cellulare, ed il forno a microonde", secondo la Lemelson-MIT Invention Index.

## Tipologie ed accessori

### Spazzolino rimovibile

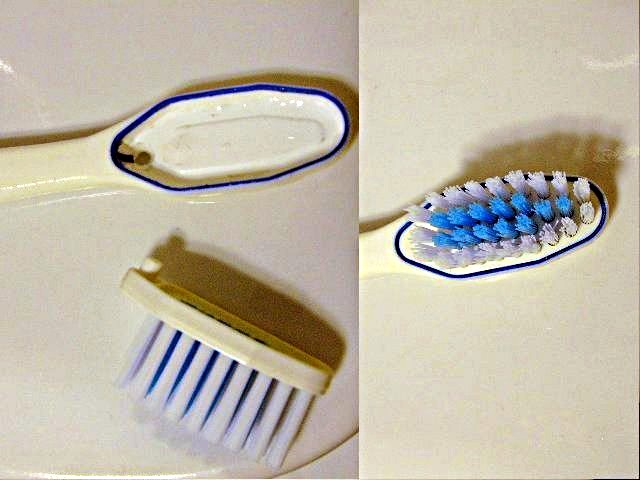
Uno spazzolino da denti con la testa asportabile e sostituibile.

Il modello più comune e meno costoso è quello guidato a mano. Alcune aree della bocca sono accessibili facilmente solo dalla testa dello spazzolino, ed è per questo che gli spazzolini manuali di alta qualità, spesso possiedono setole più morbide all'estremità, la testa arrotondata, ed hanno una maniglia ergonomica, che consente una guida più sicura e maneggevole.
L'efficacia delle setole è stata dimostrata. È però ancora oggi in discussione l'uso delle setole naturali. Con l'usura, la testa dello spazzolino manuale dovrebbe essere sostituita dopo circa otto settimane (esistono spazzolini in cui la testa dello stesso può essere rimossa e sostituita mantenendo il manico). D'altra parte, può essere utilizzata anche più a lungo, a seconda della frequenza di utilizzo.

### Spazzolino elettrico

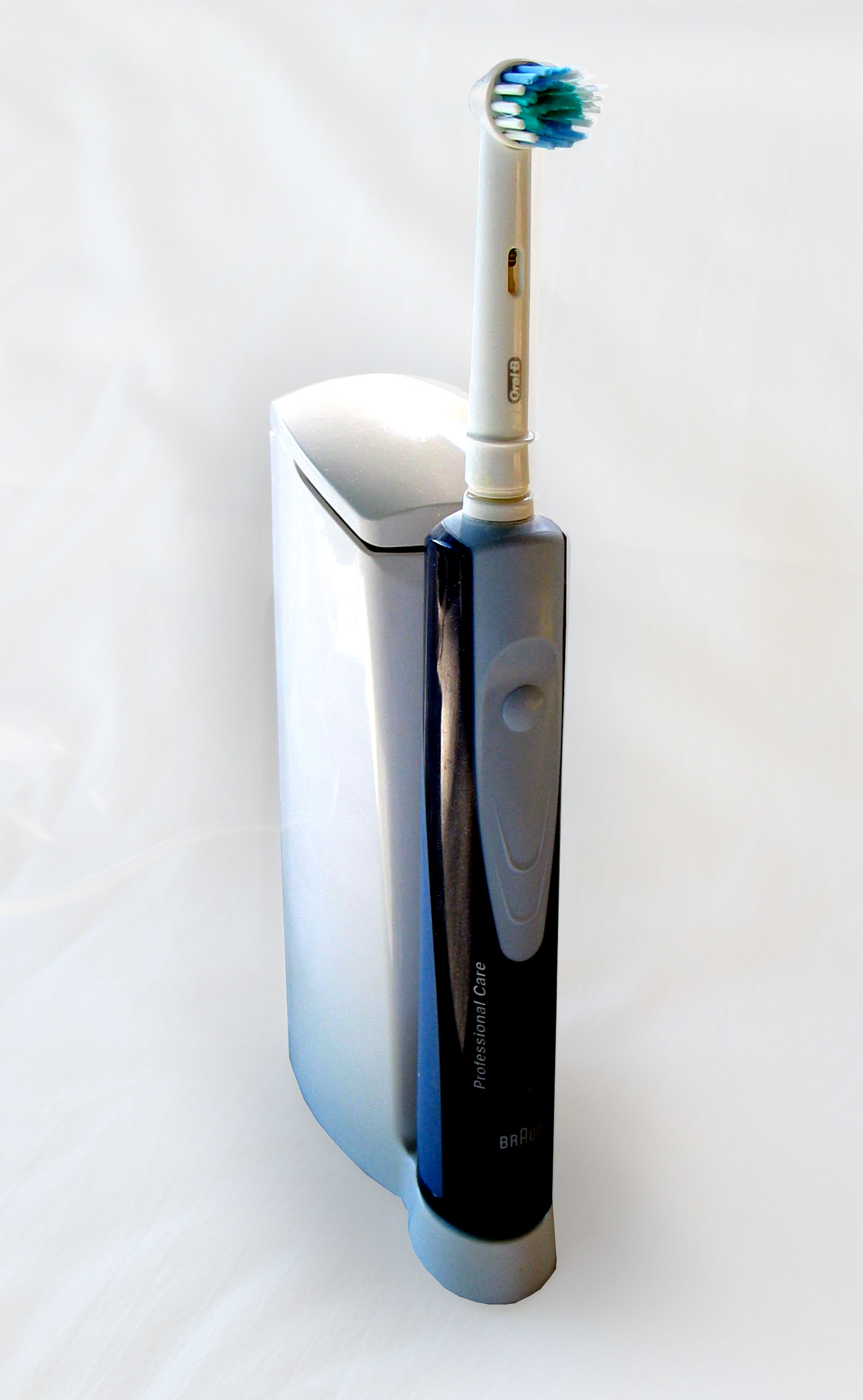
Uno spazzolino elettrico

Uno spazzolino da denti elettrico è uno spazzolino che utilizza energia elettrica per spostare la testina, normalmente in modo oscillante, per tale motivo questi strumenti vengono anche detti spazzolini da denti oscillanti.

#### Storia
Il primo spazzolino elettrico funzionante, il Broxodent, fu concepito in Svizzera nel 1954 dal Dott. Philippe-Guy Woog. Gli spazzolini elettrici di Woog furono originariamente prodotti in Svizzera (in seguito in Francia) per conto della Broxo S.A. Il primo studio clinico che dimostrò la superiorità di questa innovazione rispetto alla spazzolatura manuale fu pubblicato dal professor Jean Arthur a Ginevra nel 1956. Gli spazzolini da denti elettrici furono creati inizialmente per i pazienti con limitate capacità motorie, nonché per pazienti ortodontici (come quelli con busti ortopedici). Fu notato che questi spazzolini erano utili anche a chiunque non utilizzava in modo corretto gli spazzolini manuali, in quanto parte del lavoro veniva effettuato automaticamente da questi nuovi strumenti.
Gli spazzolini elettrici della Broxo furono introdotti negli Stati Uniti d'America da E.R. Squibb e dalla Sons Pharmaceuticals al centenario dell'American Dental Association nel 1959. Dopo l'introduzione, furono commercializzati negli USA dalla Squibb sotto i nomi BROXO-Dent o Broxodent. Mentre il Broxodent potrebbe essere stato il primo spazzolino da denti elettrico e un prodotto superiore, lo spazzolino elettrico che catturò l'attenzione del pubblico in USA fu il General Electric Toothbrush automatico, introdotto nel 1960.
Simile al Broxodent nelle funzioni, differiva in un aspetto importante: il manico era progettato per ospitare delle batterie ricaricabili al nichel cadmio per l'alimentazione, mentre il Broxodent era progettato per essere alimentato da una spina da mettere in una presa a muro standard ed avviato su di una linea di alimentazione a corrente alternata. I modelli Broxodent USA erano progettati per alimentazioni a 110 V a 60 Hz; mentre modelli destinati all'Europa erano disponibili per gli standard di alimentazione europei.
Questa differenza nella fonte di alimentazione fu significativa per diversi motivi. Nel caso del modello General Electric Toothbrush, il manico era portatile ma era anche piuttosto ingombrante: circa le dimensioni di una torcia elettrica alimentata da due batterie. Il Broxodent, invece, aveva un cavo inizialmente retto e poi a spirale che però necessitava di un voltaggio non comune nei bagni casalinghi e poi anche vietato dalle norme vigenti di sicurezza. Tuttavia mentre quest'ultimo modello necessitava di rare manutenzioni ed essendo alimentato da rete elettrica non si spegneva e rimaneva efficiente; al contrario le batterie dell'epoca, usate dall'altro modello, si esaurivano subito e, nonostante non avessero un costo elevato, e pur essendo ricaricabili, andavano cambiate di frequente.
Con gli anni del 1990, il modello originale Broxo era ancora funzionante, ma i problemi con la certificazione di sicurezza non potevano essere ignorati. Inoltre, con il miglioramento del progetti degli spazzolini a bassa tensione, ci fu una concorrenza formidabile. La Broxo S.A. produce e commercializza ancora un modello a bassa tensione, ma la sua visibilità pubblica negli Stati Uniti (e non solo) fu limitata a fronte di grandi concorrenti, come la Philips Sonicare ed i modelli della Braun Oral-B.
Gli originali modelli della Broxo ed i modelli General Electric Toothbrush non sono quasi più reperibili e commercializzati ma ebbero 30 anni di leadership e furono alla base di quelli attualmente venduti.
Il primo spazzolino elettrico con tecnologia ad ultrasuoni vide la luce nel 1992 con il modello Ultrasonex.

#### Efficienza
Ricerche indipendenti constatano che la maggior parte degli spazzolini elettrici non sono più efficaci delle varietà manuali. Le eccezioni sono per i modelli a rotazione ed oscillazione, tra cui molti degli spazzolini elettrici della Braun Oral-B series, ma persino questi modelli risultano solo marginalmente migliori di un normale spazzolino manuale. Le ricerche effettuate indicano che il modo in cui viene eseguita la spazzolatura è di importanza superiore alla scelta dello spazzolino. Per alcuni pazienti con capacità manuali limitate o dove esiste difficoltà nel raggiungere i denti posteriori, invece, i dentisti affermano di essere profondamente convinti che gli spazzolini da denti elettrici possono essere particolarmente utili. Naturalmente, queste constatazioni partono dal presupposto che le persone che utilizzano uno spazzolino manuale, si lavino i denti in maniera corretta e per un periodo sufficientemente lungo.

#### Funzioni chiave

##### Tipo di movimento
Esistono 6 tipi diversi di movimento della testina nei moderni spazzolini elettrici:
- Circolare
- Pulsante
- Rotante-oscillante
- Doppia testina
- Sonico e ultrasonico
- Oscillazione controlaterale

##### Alimentazione e ricarica
Gli spazzolini da denti elettrici moderni funzionano a bassa tensione, tipicamente a 12 V o inferiore. Alcuni modelli utilizzano ancora un trasformatore per alimentare direttamente il manico tramite un cavo, ma la maggior parte possiede invece una batteria ricaricabile (spesso integrata) all'interno del manico che si impugna.
Le componenti elettroniche sono completamente sigillate nella maggior parte degli spazzolini elettrici, per evitare danni prodotti dall'acqua. Mentre all'inizio le batterie degli spazzolini da denti possedevano delle linguette metalliche a contatto con la base di ricarica, gli spazzolini moderni si ricaricano usando una tecnica chiamata ricarica induttiva. Nella parte dell'impugnatura è presente una parte di un trasformatore, e nell'unità di ricarica (attaccata alla rete elettrica) è presente l'altra parte del trasformatore. Quando le due componenti sono riunite, un campo magnetico variabile di una bobina induce una corrente nell'altra bobina, consentendo in tal modo di caricare la batteria. Non sono presenti contatti esposti e lo strumento può essere completamente sigillato.
Altri spazzolini da denti elettrici utilizzano batterie sostituibili, usa e getta o ricaricabili, posizionate in fondo al manico, in genere più spesso rispetto agli spazzolini normali.

##### Funzione di timer
Molti moderni spazzolini da denti elettrici possiedono un timer per incoraggiare gli utenti ad utilizzare lo strumento per due minuti interi. Questi spazzolini, solitamente avvisano gli utenti tramite un allarme, che può essere a scatti di 30 secondi o ad ogni minuto; l'allarme può essere un ronzio, un rumore, od una breve interruzione di corrente. Tali avvisi hanno anche la funzione di avvisare l'utente di passare ad un altro tipo di pulizia, come tra un'arcata e l'altra o tra le superfici verticali e quelle orizzontali.
La funzione timer è a sé stante a quella standard degli spazzolini elettrici; la sua utilità è rivolta alle persone che eseguono la spazzolatura in un tempo troppo ridotto, spesso causa importante di insufficiente igiene orale.

##### Stimoli visivi
Alcuni spazzolini da denti elettrici utilizzano schermi LCD, che, oltre a mostrare il tempo di spazzolatura eseguito (o la quantità ottimale di tempo, di solito 2 o più minuti), mostrano faccine smile od altre immagini per incoraggiare lo spazzolamento ottimale. Queste caratteristiche potrebbero rivelarsi vantaggiose per bambini e persone con difficoltà di comunicazione.

### Idropulsore
Una tipologia molto interessante sono gli spazzolini ad acqua, meglio conosciuti come idropulsori. Questi modelli, simili all'attrezzatura professionale del dentista, sono privi di setole e utilizzano per la pulizia dentale un getto di aria pressurizzata con acqua. L'idropulsore si rende adatto per la pulizia degli spazi interdentali nei soggetti con gengive sensibili e sanguinamento. 
Secondo gli esperti non può sostituire il lavoro dello spazzolino elettrico, ne tantomeno l'azione più incisiva del classico filo interdentale.

## Igiene
Uno stesso spazzolino da denti non dovrebbe mai essere usato da persone diverse per ragioni igieniche, e dovrebbe sempre essere sostituito dopo massimo tre mesi (è consigliabile ogni mese), per l'usura delle setole. Oltre allo spazzolino un filo interdentale è utilizzato per la pulizia tra i vari denti.
Da un punto di vista medico, la pulizia dei denti andrebbe effettuata 2-3 volte al giorno dopo i pasti. In particolare, la sera, la pulizia dei denti dopo aver mangiato è un accorgimento importante per la prevenzione della carie e delle malattie parodontali, in quanto di notte l'auto-pulizia dei denti con la lingua, la saliva, o bevendo liquidi senza zucchero è piuttosto ridotta. Per proteggere lo smalto dei denti dopo i pasti, in particolare dopo l'assunzione di cibi acidi (ad esempio mele, succo d'arancia), dovrebbe essere fatta un'accurata spazzolatura entro 30 minuti.
Inoltre, l'odontoiatria e le associazioni riguardanti l'igiene dentale, raccomandano un controllo ogni 6 mesi ed una pulizia professionale dei denti.

## Impatto ambientale
Pur essendo una fonte relativamente piccola di inquinamento (e la quantità di risorse necessarie per fare un singolo articolo è di piccole dimensioni), gli spazzolini da denti necessitano di 50 milioni di chilogrammi di plastica annuali per i soli Stati Uniti, che poi finiscono in discarica.